# Verre cellulaire

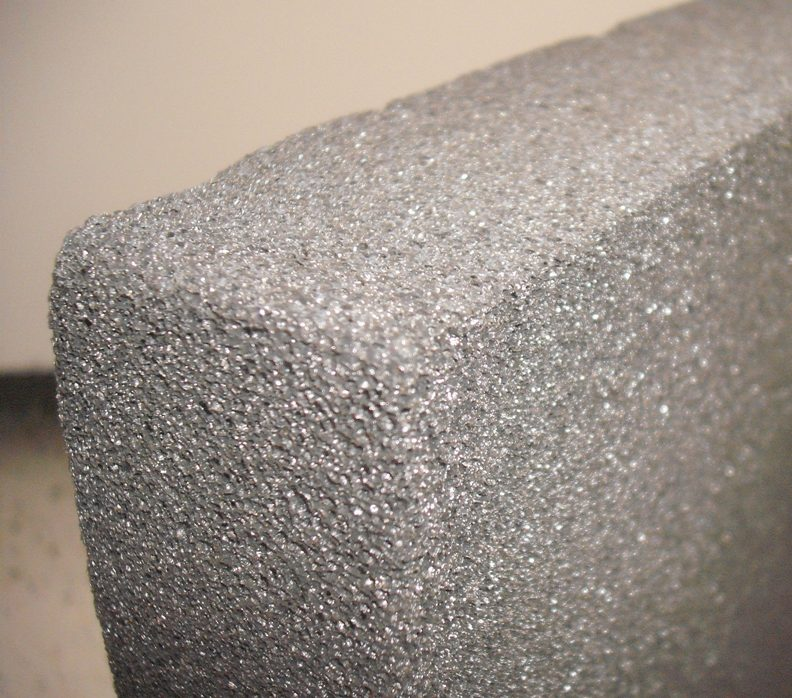
Verre cellulaire

Le verre cellulaire, verre expansé,  verre mousse ou verre multicellulaire est un type de verre de faible densité, dont la structure comporte de nombreuses bulles de gaz.

## Fabrication
Le verre cellulaire est produit à partir des matériaux usuels utilisés pour le verre (sables fondus) auxquels on ajoute 0,15 % de poudre de carbone utilisé comme agent gonflant.
Le sable est fondu à 1 000 °C avant d'y ajouter le carbone.

## Utilisation
Le verre cellulaire est utilisé principalement comme isolant thermique ininflammable dans les constructions et bâtiments et possède la plupart des propriétés usuelles des verres : résistance à l'eau et au feu, d'où son attractivité pour l'édification d'un bâtiment, stabilité et résistance à la compression. Cependant comme tout verre, il reste un matériau fragile qui accroît les contraintes de manipulation lors de la construction.
On retrouve des panneaux composés de ce matériau soit sous forme d'une mousse expansée inorganique de verre cellulaire, soit sous forme de granulats inclus dans des panneaux de polyuréthane.

## Normes
Les spécifications concernant les verres cellulaires sont indiquées dans la norme NF EN 13167 pour les produits isolants thermiques pour le bâtiment et dans la norme NF EN 14305 pour les produits isolants mis en œuvre in situ et les produits destinés à être utilisés pour l'isolation des équipements du bâtiment et des installations industrielles.